# 野之瀬村
野之瀬村（ののせむら）は山梨県中巨摩郡にあった村。現在の南アルプス市中心部の南西一帯にあたる。

## 地理
- 山：櫛形山、城山

## 歴史
- 1875年（明治8年）1月27日 - 巨摩郡上市之瀬村・下市之瀬村・中野村・上野村・鋳物師屋村が合併して野々瀬村となる。
- 1878年（明治11年）7月22日 - 郡区町村編制法の施行により、野々瀬村が中巨摩郡の所属となる。
- 1889年（明治22年）7月1日 - 町村制の施行により、野之瀬村が単独で自治体を形成。
- 1954年（昭和29年）4月1日 - 小笠原町・榊村と合併して櫛形町が発足。同日野之瀬村廃止。